# Reinhard Mey
Reinhard Friedrich Michael Mey (født 21. december 1942 i Berlin) er en tysk musiker som har været en central skikkelse blandt landets visesangere siden sin debut i 1967 med albummet Ich wollte wie Orpheus singen (Jeg ville synge som Orfeus). Indtil 2016 havde Mey udgivet 27 studiealbums i tillæg til tretten med koncertoptagelser, en række singler og to DVD-er.
Meys popularitet begrænser sig ikke kun til det tysksproglige marked; han har udgivet ni album på fransk og to på hollandsk, hvoraf Als de dag van toen (Som for længe siden) fik to platinplader.
Stilistisk er han påvirket af den franske chanson-tradition, og tematisk dækker han fra det private, som i «Über den Wolken» («Over skyerne), det politiske – eksempelvis «Alles O.K. in Guantanamo Bay» («Alt er okay i Guantamano Bay») – til det humoristiske. I sidstnævnte genre er kriminalparodien «Der Mörder ist immer der Gärtner» («Det er altid gartneren som er morderen») fra albummet Ich bin aus jenem Holze (Jeg er lavet af den slags træ) mest kendt. Reinhard Mey har været politisk aktiv bland andet på vegne af fredssagen, dyrenes rettigheder og for mishandlede og vanskeligstillede børn.

## Liv
Reinhard Mey blev født i Berlin-distriktet Wilmersdorf som andet barn af advokaten Gerhard Mey og læreren Hertha Mey, født Koch. Hans far vakte hans interesse for fremmede kulturer og sprog. Han gik på det franske gymnasium i Berlin, hvor han gennemførte den franske Baccalauréat og den tyske Abitur i 1963.
Mey gennemførte en læretid som industriassistent hos Schering AG Berlin. En uddannelse i business administration, som han begyndte på det tekniske universitet i Berlin, som havde til formål at "tilfredsstille" hans forældre, han droppede ud efter seks semestre for at blive singer-songwriter.
Mey var gift med Christine fra Frankrig fra 1967 til 1976. 1977 blev han gift med Hella og bor i Berlin-Frohnau. Fra dette forhold kommer sønnerne Frederik (* 1976) og Maximilian (1982-2014) og datteren Victoria-Luise Mey (* 1985).
Meys søn Maximilian døde som 32 årig i maj 2014 efter et koma, der varede omkring fem år og skyldtes en forsinket lungebetændelse og arytmi.

## Tekster og politiske synspunkter
Mey skriver både følsomme og humoristiske sange, hvor emnet hovedsageligt er hentet fra hans hverdag og omgivelser. Hans temaer inkluderer livet på vejen, hans hobbyer (f.eks. at flyve), barndomsminder, hans familieliv og omgivelser og lejlighedsvis politik.
Meys politik har en tendens til at være moderat til venstreorienteret. Han udtaler sig især for frihed og ikke-vold, og ikke kun i sine sange (f.eks. deltog han i en demonstration i begyndelsen af 2003 mod den kommende krig i Irak). Stærkt påvirket af den franske chanson, var Meys politiske sange relativt sparsomme blandt hans værker i begyndelsen, men de er med tiden steget i antal, sådan at der normalt er mindst én sang på hvert nyt album om politik. Hans album fra 2004, Nanga Parbat inkluderer for eksempel "Alles OK i Guantanamo Bay", en sang, der kritiserer Guantanamo-lejren.
I årevis har Mey været vegetar, og har også været aktiv i den tyske afdeling af organisationen "People for the Ethical Treatment of Animals" (PETA). Flere af hans sange beskæftiger sig med temaet forebyggelse af dyremishandling, den mest berømte er "Die Würde des Schweins ist unantastbar" ("Et svins værdighed er ukrænkelig", som genlyder den første sætning i den første artikel i den den tyske grundlov).

## Diskografi

### Tysksproglige udgivelser

#### Studioalbum
- 1967 – Ich wollte wie Orpheus singen (Guldplade)
- 1969 – Ankomme Freitag, den 13. (Guldplade)
- 1970 – Aus meinem Tagebuch (Guldplade)
- 1971 – Ich bin aus jenem Holze (Guldplade)
- 1972 – Mein achtel Lorbeerblatt
- 1974 – Wie vor Jahr und Tag (Guldplade)
- 1975 – Ikarus
- 1977 – Menschenjunges
- 1979 – Keine ruhige Minute
- 1980 – Jahreszeiten
- 1981 – Freundliche Gesichter
- 1983 – Die Zwölfte
- 1985 – Hergestellt in Berlin
- 1986 – Alleingang
- 1988 – Balladen
- 1990 – Farben
- 1992 – Alles geht
- 1994 – Immer weiter
- 1996 – Leuchtfeuer
- 1998 – Flaschenpost
- 2000 – Einhandsegler (Guldplade)
- 2002 – Rüm Hart
- 2004 – Nanga Parbat (Guldplade)
- 2007 – Bunter Hund (Guldplade)
- 2010 – Mairegen (Guldplade)
- 2013 – dann mach's gut
- 2016 – Mr. Lee
- 2020 – Das Haus an der Ampel

#### Singler
- 1965 – Geh und fang den Wind/Drei Lilien
- 1966 – 25 00 30 Fred Kasulzke protestazki/Frau Pohl/Vertreterbesuch/Ballade/Bauer ich bitt euch … (EP)
- 1966 – Die drei Musketiere/Der Schuttabladeplatz der Zeit/Abgesang/Mein Kanapee (EP)
- 1966 – Mädchen in den Schänken
- 1967 – Das Lied von der Zeitung
- 1967 – Rouge ou noir/Das alles war ich ohne dich
- 1968 – Ich hab' nur Dich gekannt/Der Weg zurück
- 1970 – In meinem Zimmer fällt leis' der Regen/Ein Krug aus Stein
- 1970 – Die Ballade vom Pfeifer/Ankomme, Freitag, den 13.
- 1970 – Diplomatenjagd/Komm, gieß mein Glas noch einmal ein
- 1972 – Der Mörder ist immer der Gärtner/Längst geschlossen sind die Läden
- 1972 – Die heiße Schlacht am kalten Büffet/Neun … und vorbei
- 1972 – Annabelle, ach Annabelle/Bevor ich mit den Wölfen heule
- 1973 – Trilogie auf Frau Pohl/Das Geheimnis im Hefeteig oder der Schuß im Backofen
- 1973 – Aber deine Ruhe findest du trotz alledem nicht mehr/Zwei Hühner auf dem Weg nach Vorgestern
- 1974 – Mein Testament/Schade, dass du gehen mußt
- 1974 – Gute Nacht, Freunde/Musikanten sind in der Stadt
- 1974 – Mann aus Alemannia/Über den Wolken
- 1974 – Der alte Bär ist tot uns sein Käfig leer
- 1974 – Wie vor Jahr und Tag
- 1975 – Es gibt Tage, da wünscht' ich, ich wär' mein Hund/… es bleibt eine Narbe zurück
- 1975 – Hab Erdöl im Garten/Ich bin Klempner von Beruf
- 1977 – Ist mir das peinlich/Mein erstes graues Haar
- 1977 – Ein Antrag auf Erteilung eines Antragsformulars/Menschenjunges
- 1978 – Daddy Blue/Alles ist gut
- 1979 – Dr. Nahtlos, Dr. Sägebrecht und Dr. Hein/Was weiß ich schon von dir?
- 1979 – Keine ruhige Minute/Dieter Malinek, Ulla und ich
- 1980 – Sommermorgen/Bei Ilse und Willi auf’m Land
- 1980 – Wir sind alle lauter arme, kleine Würstchen/Freunde, laßt uns trinken
- 1981 – Müllmänner-Blues/Das Leben ist …
- 1983 – Hilf mir/Ich hab nie mehr Langeweile
- 1983 – Dieter Malinek, Ulla und Ich/Was weiß ich schon von dir?
- 1983 – Was in der Zeitung steht/Ich würde gern einmal in Dresden singen
- 1983 – Hilf mir/Ich hab nie mehr Langeweile
- 1983 – Über den Wolken/Ikarus
- 1983 – Annabelle, ach Annabelle/Ich bin Klempner von Beruf/Der Mörder ist immer der Gärtner/Gute Nacht, Freunde (EP)
- 1984 – Rundfunkwerbung-Blues (live)/Rundfunkwerbung-Blues
- 1984 – Frohe Weihnacht/Alles ist so schön verpackt
- 1985 – Laßt sie reisen/Ich grüße…
- 1986 – Es ist Weihnachtstag/Ein Stück Musik von Hand gemacht
- 1986 – Nein, meine Söhne geb' ich nicht/Asche und Glut
- 1988 – In diesem, unsrem Lande/Bei Hempels unterm Bett
- 1988 – Das Meer/Die Mauern meiner Zeit
- 1990 – Alle Soldaten woll'n nach Haus/Ich hab' meine Rostlaube tiefer gelegt
- 1992 – Das Etikett/Du bist ein Riese, Max! (Promo-Single)
- 1994 – 51er Kapitän/Der unendliche Tango der Deutschen Rechtschreibung
- 1994 – Die Kinder von Izieu
- 1995 – Ich liebe meine Küche/Meine Freundin, meine Frau
- 1996 – Gib mir Musik/Altes Kind/Ein und alles
- 1996 – Prolog/Lilienthals Traum
- 1998 – Die 12 Weihnachtstage/Willst du dein Herz mir schenken
- 2000 – Einhandsegler/Ich bring' Dich durch die Nacht/Kurti
- 2000 – Ich bring' Dich durch die Nacht/Chet (Promo-single)
- 2001 – Kurti (Live, lang versjon)/Kurti (Studioversjon)/Kurti (Live) (Promo-single)
- 2002 – Immer mehr (Promo-Single)
- 2002 – Rüm Hart (Radioversjon)/Schwere Wetter (Promo-single)
- 2004 – Ich kann! (Promo-Single)
- 2004 – Alles O.K. in Guantánamo Bay (Promo-single)
- 2004 – Regen auf Jalalabad (med I Muvrini)
- 2016 – So viele Sommer

#### Koncertalbums
- 1971 – Reinhard Mey live
- 1974 – 20.00 Uhr
- 1978 – Unterwegs
- 1981 – Tournee
- 1984 – Live '84
- 1987 – Die große Tournee '86
- 1991 – Mit Lust und Liebe
- 1995 – Zwischen Zürich und zu Haus
- 1997 – Lebenszeichen
- 1999 – Lampenfieber
- 2001 – Solo – Die Einhandsegler Tournee
- 2003 – Klaar Kiming
- 2006 – !Ich kann
- 2009 – Danke, liebe gute Fee
- 2012 – Gib mir Musik!

#### DVD-er
- 2003 – Klaar Kiming
- 2009 – Danke, liebe gute Fee

#### Samplere
- 1973 – Alles was ich habe
- 1977 – Starportrait (Guldplade)
- 1982 – Starportrait 2 – Welch ein Geschenk ist ein Lied
- 1984 – Die großen Erfolge
- 1989 – Mein Apfelbäumchen (Platin-album)
- 1993 – Ich liebe dich
- 1997 – Du bist ein Riese ...
- 2000 – Peter und der Wolf + 8 Tierballaden
- 2003 – Über den Wolken - 67 Lieder aus 4 Jahrzehnten
- 2005 – Frei!
- 2013 – Jahreszeiten

##### Andre samplere
- 1970 – Irgendwann, irgendwo
- 1970 – Portrait
- 1973 – Mädchen in den Schänken
- 1974 – Das Beste von Reinhard Mey
- 1976 – Mein Star (3 LP-er)
- 1976 – Seine großen Erfolge
- 1978 – Das große Liederalbum
- 1979 – Meine schönsten Lieder
- 1981 – Ein Dankeschön all meinen Freunden
- 1989 – Lieder der 80er Jahre (6 CD-er)
- 1990 – Die Story (6 CD-er)
- 1996 – Die 20 großen Erfolge

#### Instrumentalalbum
- 1978 – M(e)y Instrumentals
- 2011 – Kommnick spielt Mey

#### Samarbejdsprojekter
- 1970 – Eine Art von Serenade (med Udo Jürgens)
- 1986 – Ein Loch in der Kanne (med Rainhard Fendrich)
- 1990 – Alle Soldaten wollen nach Hause (med Klaus Hoffmann, Heinz Rudolf Kunze og Hans Scheibner)
- 1996 – Liebe, Schnaps, Tod (med Hannes Wader og Klaus Hoffmann)
- 1996 – I Wish I'd Written That Song. A Tribute to Colin Wilkie. (med bla. Hannes Wader, Franz-Josef Degenhardt, Bill Ramsey og Peter Ratzenbeck)
- 1998 – Das Narrenschiff (med Stefan Stoppok, Hannes Wader og Konstantin Wecker)
- 1999 – Einfach abhaun, einfach gehn (Promo-Maxi-CD med Ina Deter)
- 2000 – Schenk mir diese Nacht (med Klaus Hoffmann)
- 2003 – Mey, Wader, Wecker – das Konzert (Dobbel-CD, live med Hannes Wader og Konstantin Wecker)
- 2004 – Regen auf Jalalabad (Promo-Maxi-CD med I Muvrini)
- 2005 – Abend I (med The World Quintet)
- 2005 – Zauberland
- 2006 – Donaumusik (Audio-Dobbel-CD med bla. Hannes Wader, Colin Wilkie og Georg Danzer)
- 2010 – Das alte Fahrrad

### Engelsksproglige udgivelser
- 1970 – One Vote for Tomorrow

### Fransksproglige udgivelser

#### Studioalbum
- 1968 – Frédérik Mey, Vol. 1
- 1972 – Frédérik Mey, Vol. 2
- 1974 – Frédérik Mey, Vol. 3
- 1976 – Frédérik Mey, Vol. 4
- 1979 – Frédérik Mey, Vol. 5
- 1982 – Frédérik Mey, Vol. 6
- 2005 – Frédérik Mey, Vol. 7 – douce france

#### Koncertalbums
- 1976 – Recital Frédérik Mey à l'Olympia
- 1979 – Bobino

#### Singler
- 1968 – La mort du pauvre homme/Encore combien de temps/Il me suffit de ton amour/La pettit fille (EP)
- 1968 – C'était une bonne année je crois/Je n'ai connu que toi/Christine/Rencontre (EP)
- 1979 – J'aimerais bien etre mon chien/La blessure
- ???? – Une cruche en pierre/Songez que maintenant
- ???? – La boîte a musique/Je crois qu'elle est ainsi
- ???? – Bonsoir mes amis/Arriverai venredi treize/J'amerais tant/Dans mon jardin (EP)
- ???? – Tyrannie/Les bulles de savon/Je suis fait de ce bois (EP)
- ???? – Le politicien/Après tant de temps
- ???? – La poesie c'est toi/Toi qui marche dans la nuit

### Hollandske udgivelser

#### Studiealbums
- 1975 – Als de dag van toen
- 1976 – Als de dag van toen
- 1976 – Er zijn dagen...
- 1987 – Het allerbeste van Reinhard Mey

#### Singler
- 1975 – Als de dag van toen/Uit mijn dagboek
- 1976 – Vergeef mej als je kunt/Diplomatenjacht
- 1986 – Ikarus/Ik wou zoals Orpheus zingen
- 1987 – Als de dag van toen/Gute Nacht Freunde
- ???? – Goede nacht vrienden/Noch einmal hab ich gelernt